# Platymetopius kabulensis
Platymetopius kabulensis är en insektsart som beskrevs av Dlabola 1957. Platymetopius kabulensis ingår i släktet Platymetopius och familjen dvärgstritar. Inga underarter finns listade i Catalogue of Life.